# Tribe (Queensrÿche)
Tribe è l'ottavo album dei Queensrÿche, pubblicato il 22 luglio 2003 per l'etichetta discografica Sanctuary Records.

## Tracce
1. Open (DeGarmo/Tate/Wilton) - 4:32
2. Losing Myself (Stone/Tate) - 4:12
3. Desert Dance (DeGarmo/Rockenfield/Tate/Wilton) - 3:57
4. Falling Behind (DeGarmo/Tate) - 4:28
5. The Great Divide (Tate/Wilton) - 4:01
6. Rhythm of Hope (Jackson/Rockenfield/Tate) - 3:31
7. Tribe (Jackson/Rockenfield/Tate/Wilton) - 4:39
8. Blood (Rockenfield/Tate/Wilton) - 4:13
9. The Art of Life (DeGarmo/Tate) - 4:12
10. Doin' Fine (DeGarmo/Tate) - 3:54

## Formazione
- Geoff Tate – voce
- Chris DeGarmo – chitarra
- Michael Wilton – chitarra
- Mike Stone – chitarra
- Eddie Jackson – basso
- Scott Rockenfield – batteria, percussioni, tastiera

## Classifiche
| Classifica (2003) | Posizione massima |
| ----------------- | ----------------- |
| Francia           | 103               |
| Germania          | 52                |
| Paesi Bassi       | 79                |
| Stati Uniti       | 56                |